# 朱衣點 (太平天國)
朱衣點（1817年—1863年），原名汤汉槎，字期训，乳名玄八，后从母姓朱，更名衣点，宁乡人。太平天国进士，隶石达开部；五短身材，初負責守南京儀鳳門，給洪宣嬌當過馬夫，1861年在江西与李秀成会合，封孝天义。1863年在进攻常熟时兵败被俘遇害。

## 生平
- 吉慶元、朱衣點、童容海共六十七名脫離翼王“萬里回朝”的將領於太平天國壬戌十二年上奏天王的一道奏章，從1954年出土吳煦檔案中被發現。
- “朱衣點頭”、“朱衣點額”等泛稱科舉中選或被考官看中，以“朱衣使者”稱考官。相傳歐陽修主持貢院舉試時，每批閱試卷，覺身後有朱衣人點頭示意，凡點頭認可的，都是合格的文章。湯顯祖《牡丹亭》第四十一齣有：“且當青鏡明開眼，惟願朱衣暗點頭。”太平天國進士，以此名之。